# 大渕寺 (秩父市)
- 龍河山大渕寺
- 竜河山大淵寺

大渕寺（だいえんじ）は、埼玉県秩父市にある曹洞宗の寺院で、山号は龍河山と号する。
本尊真言：おん あろりきゃ そわか
御詠歌：夏山やしげきが下の露までも 心へだてぬ月の影森

## 歴史
創建年代は不明である。口伝によれば、「宝明」という僧侶が病に伏して7年が経過していた。そこに弘法大師空海が立ち寄り、宝明のために空海は観音菩薩像を彫って与えた。宝明は空海作の観音像に祈願したところ、病気も快癒した。宝明はこれを私物化すべきでないとし、村人とともに観音像を安置する堂宇（観音堂）を建てたという。この伝説に従えば、平安時代初期に創建されたということになる。
当初、観音堂は現在の「護国観音」のあたりにあった。山の上にあり、月影清らかということから、いつしか「月影堂」と呼ばれるようになった、幕末期にふもとに移された。
1919年（大正8年）、秩父鉄道の蒸気機関車から排出される火の粉が飛んだため、当寺は全焼した。観音像は無事であったが、月影堂は再建されず、間もなく再建された本堂内に安置されることになった。1996年（平成8年）に月影堂は再建され、観音像も移された。

## 護国観音

護国観音

護国観音（ごこくかんのん）は、埼玉県秩父市の大渕寺にあるコンクリート製の観音菩薩像。
1936年（昭和11年）に造立されたもので、大船観音（神奈川県鎌倉市）・高崎観音（群馬県高崎市）とならぶ「関東三大観音」のひとつとなっている。当時の世相を反映し「武運長久」を祈願していることから、左手には剣を持っている。

## 文化財
- 札所27番 龍河山大渕寺（秩父市指定史跡 昭和40年1月25日指定）[4]

## 交通アクセス
- 影森駅より徒歩9分。